# Stéphane Jean
Pour les articles homonymes, voir Jean.
Stéphane Jean (né en 1964 à Montréal) est un archiviste et poète québécois.

## Biographie
Stéphane Jean habite en Outaouais. Après avoir suivi des études en musique à l’école Vincent-d’Indy, il a étudié la philosophie et l'archivistique à l’université de Montréal. Il est actuellement archiviste en musique à Bibliothèque et Archives Canada.
Il est l'auteur de cinq recueils de poésie ainsi que de poèmes publiés dans plusieurs revues.

## Œuvres
- Poisons obscurs, Éditions David (2001)
- Cortège mémoire, Éditions David (2002)
- Jamais l'espace, Les Herbes rouges (2005)
- Géométrie des cataclysmes, Les Herbes rouges (2008)
- La patience des labyrinthes, Les Herbes rouges (2014)
- Refuge pour ténèbres, Les Herbes rouges (2021)